# WrestleMania 23
WrestleMania 23 là sự kiện đấu vật chuyên nghiệp pay-per-view WrestleMania lần thứ 23 được tổ chức hằng năm bởi World Wrestling Entertainment. Nó được tổ chức vào ngày 1 tháng 4 2007 ở Ford Field tại Detroit, Michigan. Sự kiện này là kì WrestleMania đầu tiên được tổ chức tại Ford Field,nhưng là lần thứ 2 được tổ chức tại thủ phủ của Detroit sau WrestleMania III mà đã xác lập kỉ lục 93.173 đến phủ kín sân vận động Pontiac Silverdome vào năm 1987.
Vé xem sự kiện này đã được bán từ ngày 11 tháng 11 2006. Lượng khán giả theo dõi trong suốt thời gian diễn ra sự kiện tại Ford Field được xác định là 80.103 người, bao gồm người từ 24 quốc gia, tất cả 50 bang, và 9 tỉnh của Canada, ước tính mang lại $25 triệu đôla cho ngành kinh tế địa phương, và biến sự kiện này trở thành sự kiện trực tiếp trong một ngày đem lại thu nhập cao nhất trong lịch sử WWE, thu nhập tổng cộng $5.38 triệu đôla tiền bán vé. Điều này còn biến WrestleMania 23 thành kì pay-per-view có thu nhập cao nhất trong lịch sử WWE cũng như cao nhất trong lịch sử đấu vật chuyên nghiệp tại Bắc Mỹ, phá vỡ kỉ lục cũ là $3.9 triệu đôla tại WrestleMania X8. Chương trình này còn là kì WrestleMania có tỉ lệ vé bán được cao nhất với 1.2 triệu lượt mua  Lưu trữ ngày 10 tháng 7 năm 2007 tại Wayback Machine.
WrestleMania 23 là kì pay-per-view có sự tham gia của các đô vật của tất cả các chương trình của WWE (từ RAW, SmackDown!, và ECW). Khẩu hiệu của WrestleMania 23 là All Grown Up. Bài hát chính thức của sự kiện là "Ladies and Gentlemen" của Saliva. Bài hát thứ 2 là "The Memory Will Never Die" của Default.
Các trận đấu chính
- Dark match: Ric Flair và Carlito đánh bại Gregory Helms và Chavo Guerrero trong trận đấu Tag Team Lumberjack match (5:13)
  - Carlito hạ Guerrero sau đòn Back Cracker.
  - Lumberjacks: Viscera, Shad Gaspard, JTG, Chris Masters, Shelton Benjamin, Charlie Haas, Robbie McAllister, Rory McAllister, Super Crazy, Val Venis, Johnny Nitro, Jim Duggan, Eugene, Lance Cade, Trevor Murdoch và Kenny Dykstra from RAW. Daivari, Shannon Moore, Sylvain Grenier, Deuce, Domino, Paul London, Brian Kendrick, The Miz, Vito, Scotty 2 Hotty, William Regal, Dave Taylor, Jimmy Wang Yang, Jamie Noble và Funaki from SmackDown!. Balls Mahoney, Little Guido Maritato, Hardcore Holly và Snitsky from ECW.
- Mr. Kennedy đánh bại Edge, CM Punk, King Booker (w/Queen Sharmell), Jeff Hardy, Matt Hardy, Finlay và Randy Orton trong trận Money in the Bank ladder match (19:05)
  - Kennedy thắng sau khi đã lấy được va-li tiền từ trên cao (ở giữa sàn đấu).
  - Jeff Hardy đã trình diễn cú nhảy lộn người sở trường của mình từ chiếc thang 20-foot, tấn công Edge (với sự giúp đỡ của Matt Hardy). Cả hai ngay sau đó đã rời khỏi trận đấu do chấn thương.
- The Great Khali đánh bại Kane (5:31)
  - Khali hạ Kane sau đòn Giant Chokeslam.
- Chris Benoit đánh bại Montel Vontavious Porter để giữ lại WWE United States Championship (9:19)
  - Benoit hạ MVP sau đòn Diving Headbutt.
- Howard Finkel giới thiệu WWE Hall of Fame (WWE Thành tựu trọn đời) năm 2007:
  - Jim Ross, Jerry "The King" Lawler, Nick Bockwinkel, Mr. Fuji, "The American Dream" Dusty Rhodes, The Wild Samoans (Afa và Sika). The Sheik (đã mất) được nhận thay do vợ là Joyce Farhat, và "Mr. Perfect" Curt Hennig được nhận thay do vợ là Leonice và cha ông Larry Hennig.

The Undertaker after winning the World Heavyweight Championship

- The Undertaker đánh bại Batista để trở thành World Heavyweight Championship (15:47)
  - Undertaker hạ Batista sau đòn Tombstone Piledriver.
- The ECW Originals (Tommy Dreamer, Sabu, The Sandman và Rob Van Dam) đánh bại The New Breed (Elijah Burke, Marcus Cor Von, Matt Striker và Kevin Thorn) (với Ariel) (6:25)
  - Van Dam hạ Striker sau đòn Five-Star Frog Splash.
- Bobby Lashley (với Donald Trump) đánh bại Umaga (vớiVince McMahon và Armando Alejandro Estrada) (với Steve Austin là Special Guest Referee) trong trận Hair vs. Hair match (13:04)
  - Lashley hạ Umaga sau đòn Stone Cold Stunner từ Stone Cold Spear và Lashley.
  - Trong suốt "Battle of the Billionaires", Shane McMahon đã hỗ trợ Umaga với tư cách là một trọng tài viên.
  - Sau trận đấu, Trump và Lashley đã cạo trọc Vince, sau đó đã bị Stone Cold ra đòn Stunner cho cả hai người.
- Melina đánh bại Ashley Massaro trong trậnLumberjill match để giữ lại WWE Women's Championship (3:13)
  - Melina hạ Ashley với đòn Bridge Pin.
  - Lumberjills: Victoria, Layla, Jillian Hall, Candice Michelle, Kelly Kelly, Trinity, Torrie Wilson, Brooke Adams, Kristal Marshall, Michelle McCool, Maria và Mickie James.
- John Cena đánh bại Shawn Michaels để giữ lại WWE Championship (28:20)
  - Cena hạ knock-out Michaels bằng đòn STFU.
  - Cena vào khán đài với chiếc Shelby GT-H Mustang.